# Casa de Togores
La casa de Togores fue una casa nobiliaria de la Corona de Aragón establecida en Mallorca justo después de la Conquista y con ramas en el Reino de Valencia. Entre los miembros de la rama mallorquina hubo destacados caballeros y militares, y desde el xvii fue vinculada al título de conde de Aiamans. A la muerte de Leocadia de Togores en 1906, murió el último portador de la rama mallorquina del linaje Togores, y los descendientes y herederos actuales no llevan el apellido Togores.

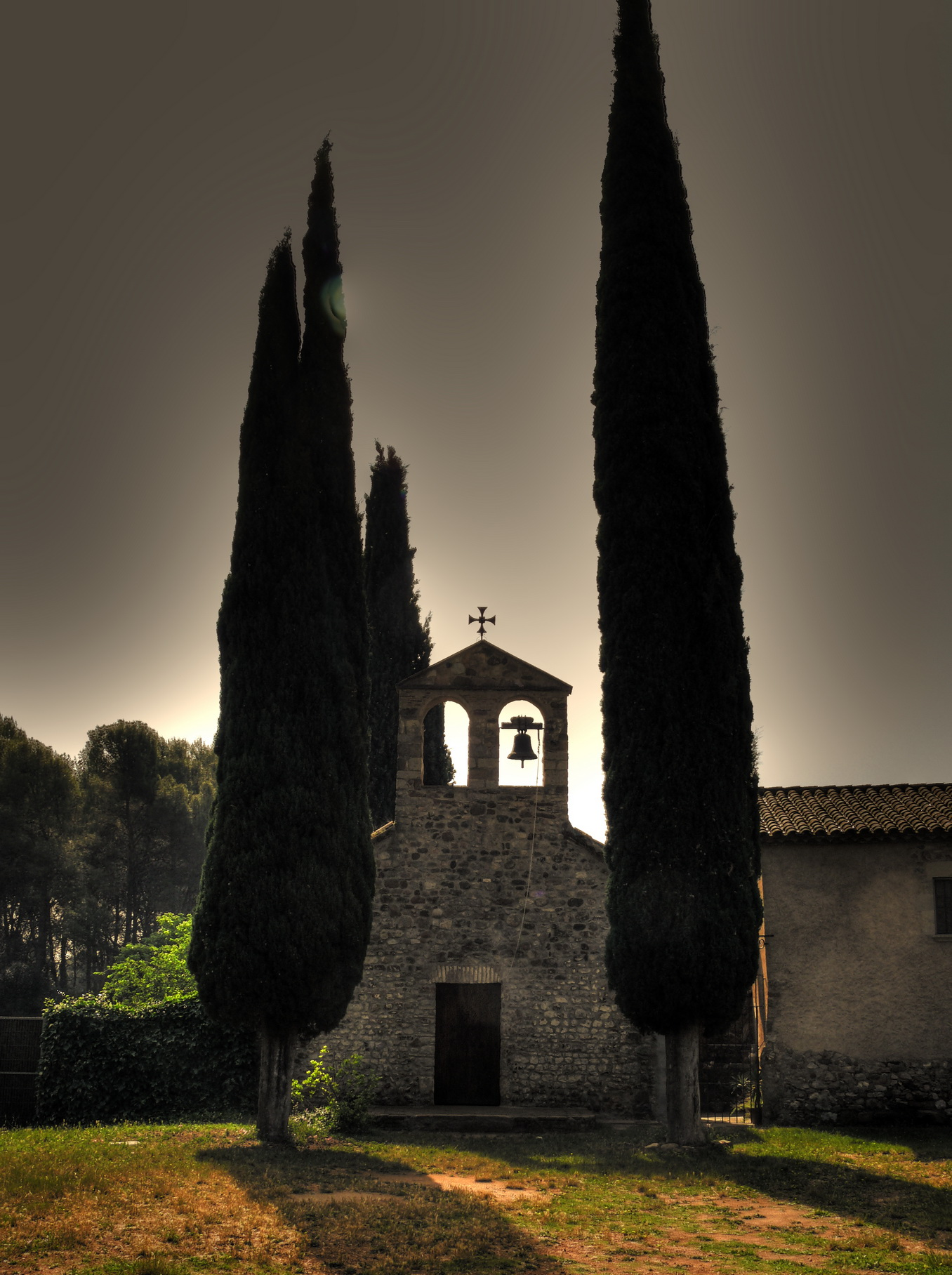
La ermita de Togores

Los Togores eran una familia de castellanos originarios del castillo de Togores, en el Bearn (actual Francia, Aquitania)  y que a lo largo del xii habían obtenido el Castillo de la Péra y otro en Gascuña. Llegaron a Mallorca como caballeros de Guillermo II de Moncada . De su parte del Reparto Arnau de Togores recibió las alquerías de Lloseta y Aiamans, organizadas como caballerías, además de tierras por toda la isla. Su hermano Guillem fue capitán en la campaña de Mallorca y también en las de Valencia y, con ayuda de sus otros hermanos Berenguer y Bartomeu, en las de Orihuela y Murcia. Berenguer recibió tierras en Orihuela, donde se estableció y también fundó un linaje. La influencia de la familia es patente en la boda con Joana Palou, pariente del obispo de Barcelona Berenguer de Palou, uno de los cuatro magnates de la Conquista de Mallorca. En la rama mallorquina se sucedieron numerosas generaciones de personajes ilustres y de relevancia en la política de la isla. En 1503 Miguel Luis de Togores contrajo matrimonio con Violante Dameto y así heredó el fideicomiso de los Ballester, y así pasaron a llamarse Ballester de Togores. Miguel Luis Ballester de Togores y Sales sirvió al rey Felipe IV en la campaña de las islas de Lerins sufragando una compañía de artillería, y el rey le concedió (1634) la jurisdicción civil y criminal a sus caballerías con el título de barón de Lloseta: podía nombrar jueces, alcaldes, notarios, entre otros derechos. Más tarde recibió el título de Conde de Aiamans, con todos los derechos, privilegios y honores. Promovió la construcción (1634) del casal familiar, de grandes dimensiones, sobre unas casas góticas en la calle Portella, una calle señorial. En 1638 murió sin sucesión legítima y le sucedieron varios parientes, hasta que en 1665 el heredero Jaume Ballester de Togores consiguió confirmación sobre título condal. Pero los llosetines se sublevaron y derribaron la horca aprovechando la debilidad del conde. La Audiencia y el virrey les obligaron a restituirla.
Miquel Joan Ballester de Togores i Gual, caballero de la orden de Alcántara y filipista, participó en la conspiración frustrada de 1711 y, como recompensa, fue concejal designado del primer Ayuntamiento de Palma (1715). Poco después, se produjo la alianza de las Nueve Casas, en la que los Togores participaron. Le sucedió su hijo Jaume Ballester de Togores y Sales, capitán general de Mallorca interino en 1782.

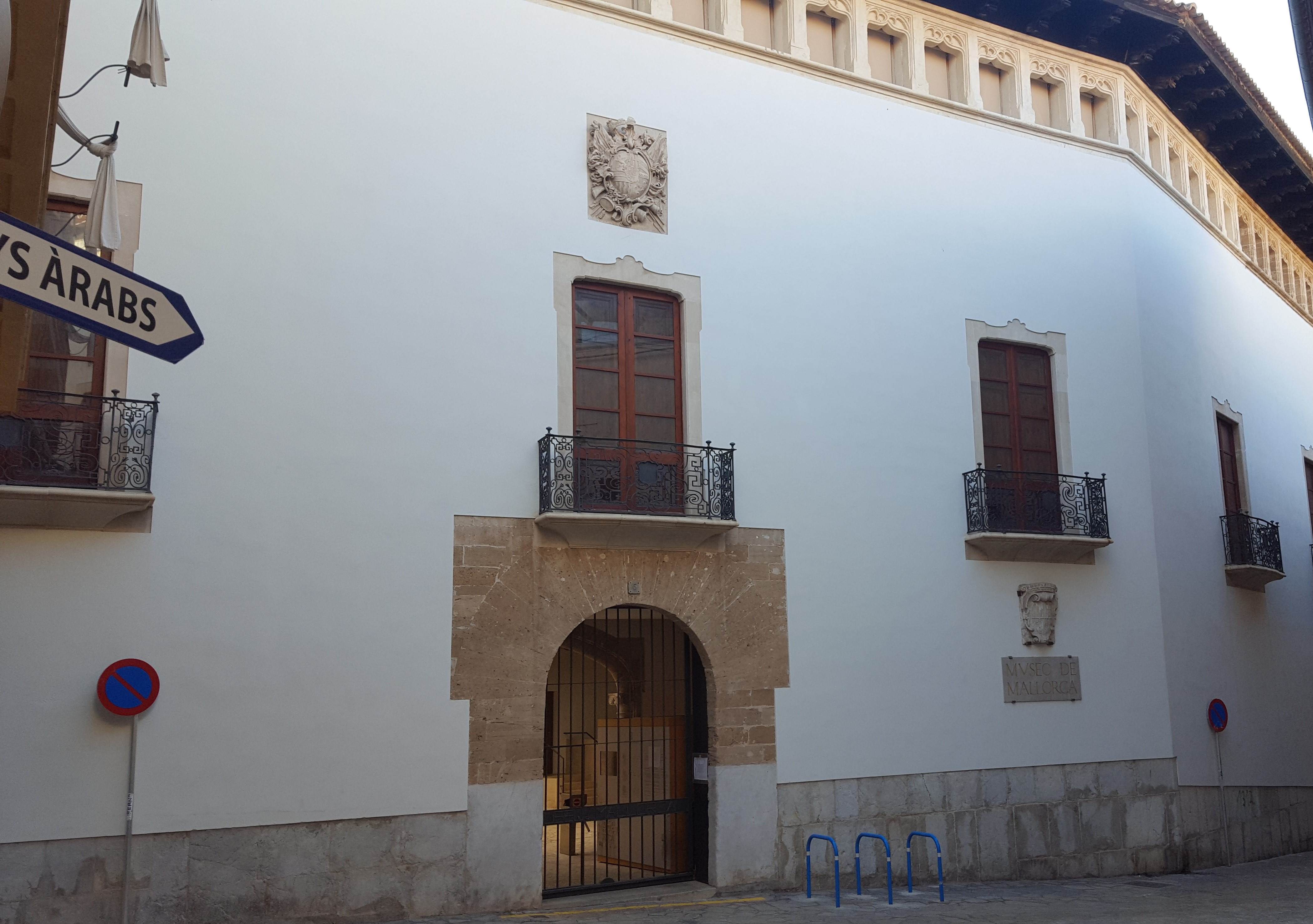
Ca la Gran Cristiana, antiguamente Can Tugores, actualmente es la sede del Museu de Mallorca

A la muerte de su hijo, Miguel Mariano Ballester de Togores y Cotoner, pasó después de un pleito al primo Josep de Togores y Zanglada, ilustre escritor, político y militar mallorquín; pero algunas propiedades, entre las cuales la casa solariega, pasaron a Francesc Villalonga Desbrull, marido de Magdalena Ventura de Togores y Puigdorfila, hija de Miguel Mariano, por razón de dicho pleito. Durante el XVIII, muchos miembros de la familia fueron canónigos de la Seu. También durante este siglo se construyó el palacio de Aiamans de Lloseta. En 1811, con las Cortes de Cádiz, los Togores perdieron la jurisdicción baronial sobre sus tierras, pero mantuvieron su propiedad y título. En 1888, su hijo, Pascual Felipe de Togores y Rosselló, murió sin descendencia masculina; heredó su hija, Leocadia de Togores y Zafortesa, y a su muerte el hijo de ésta, Mariano Gual y de Togores, que se arruinó y acabó por vender buena parte de las propiedades de la familia. Murió en 1933.
Su escudo de armas es un grifo de plata sobre campo de gules y, por timbre, una corona condal. Aunque la línea aristocrática está muerta, el apellido sigue vivo en Mallorca, donde es ortografiado y pronunciado Tugores.  Las numerosas posesiones que la familia ha tenido por Mallorca a lo largo de la historia han dejado su impronta en la toponimia; Son Tugores es el nombre de varias posesiones, en Alaró, Esporlas, Lloseta y en el término de Palma.
De la rama fundada por Berenguer de Togores y establecida en Orihuela descienden los Roca de Togores, marqueses de Molins, título obtenido por Mariano Roca de Togores y Carrasco y referido a la localidad oriolana de Molins .
En realidad, la rama valenciana la inició Guillem Togores, quien casó con Juana Saillers. De él procede el linaje de Roca de Togores. Un descendiente de Guillem, llamado Jaime Togores Ruidoms, señor de Jacarilla, casó a mediados del siglo XVI con Brianda Roca Rocafull. Ésta instituyó a su hijo Jaime heredero del señorío de Albatera con la condición de que antepusiera Roca al apellido Togores. De ahí el nacimiento del apellido compuesto de Roca de Togores. Aquél Guillem de Orihuela, hermano de Arnau, enviudó de Brianda y tras la muerte  sin descendencia de su sobrino, hijo de Arnau, regresó en calidad de heredero de éste a Mallorca, conservando las baronías de Aiamans y Lloseta. Guillem volvió a casar en la isla y su descendencia de Mallorca mantuvo las baronías. Por lo tanto, tanto los Togores de Mallorca como los de Valencia descienden de este Guillem. Berenguer y Bertomeu se establecieron en Orihuela, pero ninguno de ellos dio lugar al linaje, muy reconocido, Roca de Togores.